# Ward Lernout
Edward (Ward) Lernout (Geluwe, 3 mei 1931 - Tervuren, 21 december 2019) was een hedendaagse Vlaamse kunstschilder uit Tervuren

## Biografie
Lernout werd geboren te Geluwe op 3 mei 1931. Hij leerde tekenen van zijn vader Kamiel Lernout en schilderen aan de Stedelijke Academie voor Schone Kunsten van Menen, waar hij les kreeg van kunstschilders F. Wallecan en E. Van Overberghe.
Na een lang verblijf in Afrika vestigde Lernout zich in 1964 in Tervuren. Hij was tot 1990 werkzaam in de reclame- en perswereld. Sinds 1970 exposeerde Lernout zijn werk jaarlijks.
Hij overleed thuis, te Tervuren, op 21 december 2019.

## Recensies
"Hij schildert het Brabantse platteland met opmerkelijk veel zwier en dynamiek... Sedert een paar jaar gaat zijn aandacht meer uit naar de menselijke figuur. Hij schildert en tekent klassieke onderwerpen als naakten en paren (wat een psychologische dimensie meebrengt) en musici. De schilder groeit zo verder naar een synthese tussen techniek en de ambitie zijn hele wereld op het doek te zetten." Joost De Geest - 2001
"Jarenlang heeft hij zijn ervaringen en emoties, zijn verbazing en zijn gehechtheid aan mensen en hun landschappelijke omgeving weergegeven in een kleurige en persoonlijke beeldtaal die het expressionisme van zijn jeugdherinneringen is ontstegen. Klapwiekend en ook mediatief, enthousiast en toch beheerst, gevat in zelfzekere contouren en gevoed door de verfijnde schakeringen die de zeldzaam geworden kolorist eigen zijn." Hugo Brutin - 2001
"Ward Lernout zou ook als abstract schilder een even overtuigd gamma aan kunstwerken bij elkaar kunnen schilderen en dit juist omdat de kleur bij hem een zo voorname rol speelt en tevens zo weet te boeien door haar innerlijke rijkdom." Roger Seldeslachts - 1996
"Het is duidelijk dat Ward Lernout de volle maturiteit van zijn talent heeft bereikt, en dat hij nergens behoefte heeft aan attractieve effecten of het inspelen op mode-trends. Hij heeft een stijl ontwikkeld die de toeschouwer deelachtig maakt aan het "joie de peindre" dat in deze kunst zo herkenbaar is." Remi De Cnodder - 1991
"Is de kunst van de compositie een van de beslissende elementen in het werk van Ward Lernout, een wellicht nog belangrijker troef in zijn handen is de kleur: een opgetogen gevitamineerd koloriet dat schijnbaar zonder inspanning de hoge tonen haalt en aanhoudt: dat het oog zonder omwegen, vrank en onvervaard aanspreekt." Marcel Duchateau - 1982

## Tentoonstellingen

### Tussen 1959 en 1978
- Zelfstandig exposeerde Lernout onder meer te Mbandaka, Wezembeek-Oppem, Brussel, Diest en Mechelen.
- Met zijn schoonbroer, kunstschilder Mon Camelbeke, hield hij tentoonstellingen in Kortrijk, Waregem, Sint-Niklaas en het BRT-Omroepcentrum in Brussel.

### Van 1979 tot 2006
- P.A.C. Vaalbeek
- Faculty Club in Leuven
- Galerij Tragt en AWW in Antwerpen
- Alumni en Galerie Zinzen in Brussel
- Gulpen
- Koninklijk Museum voor Midden-Afrika in Tervuren
- Werl
- Centre d'Art du Paradou
- Casa de Cultura in Pozuelo
- Le Roc d'Art in Charleroi
- Galeries Beukenhof in Kluisbergen
- Art Gallery Charlotte Van Lorreinen in Tervuren
- CC Heist-op-den-Berg
- Bremberg Centrum in Bierbeek
- Retrospectieve 1997-2005 in Kasteel de Robiano (SAS Institute) in Tervuren

## Prijzen en selecties
- 1999 - Opgenomen in de portfolio "Lithografieën van 10 hedendaagse Vlaamse kunstenaars" van FLEMISH ART.
- 2001 - Geselecteerd voor de tentoonstelling "Im Zeichen der Ebene und des Himmels" georganiseerd door 'Kunstenaarskolonies in Europa' in het "Germanisches Nationalmuseum" - Neurenberg.